# Lotossitz

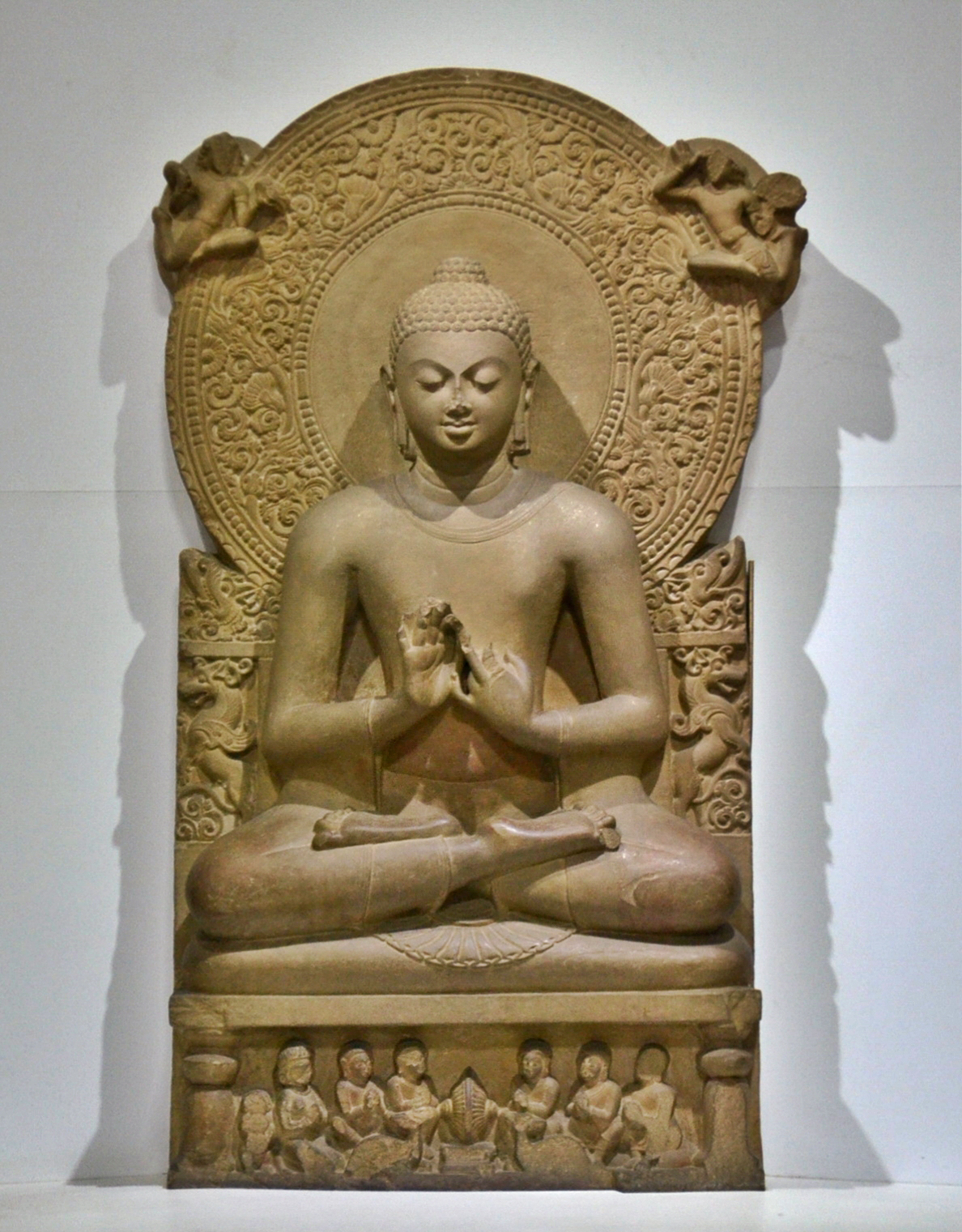
Buddha im Sarnath Museum mit Handgestus der Dharmachakramudra (6. Jh.)

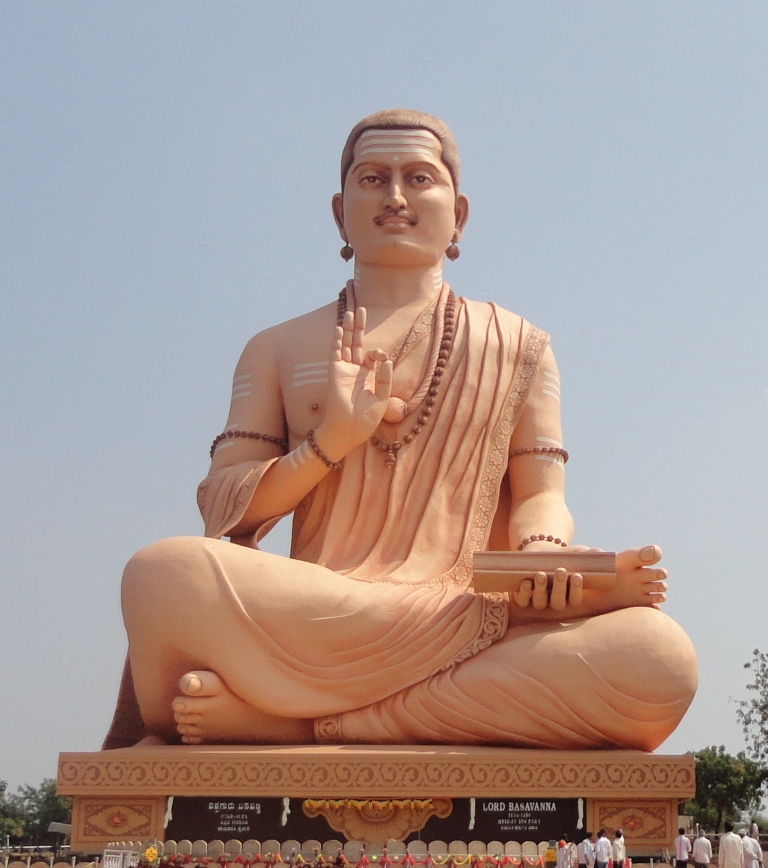
Guru Basava im „halben Lotossitz“ (2012)

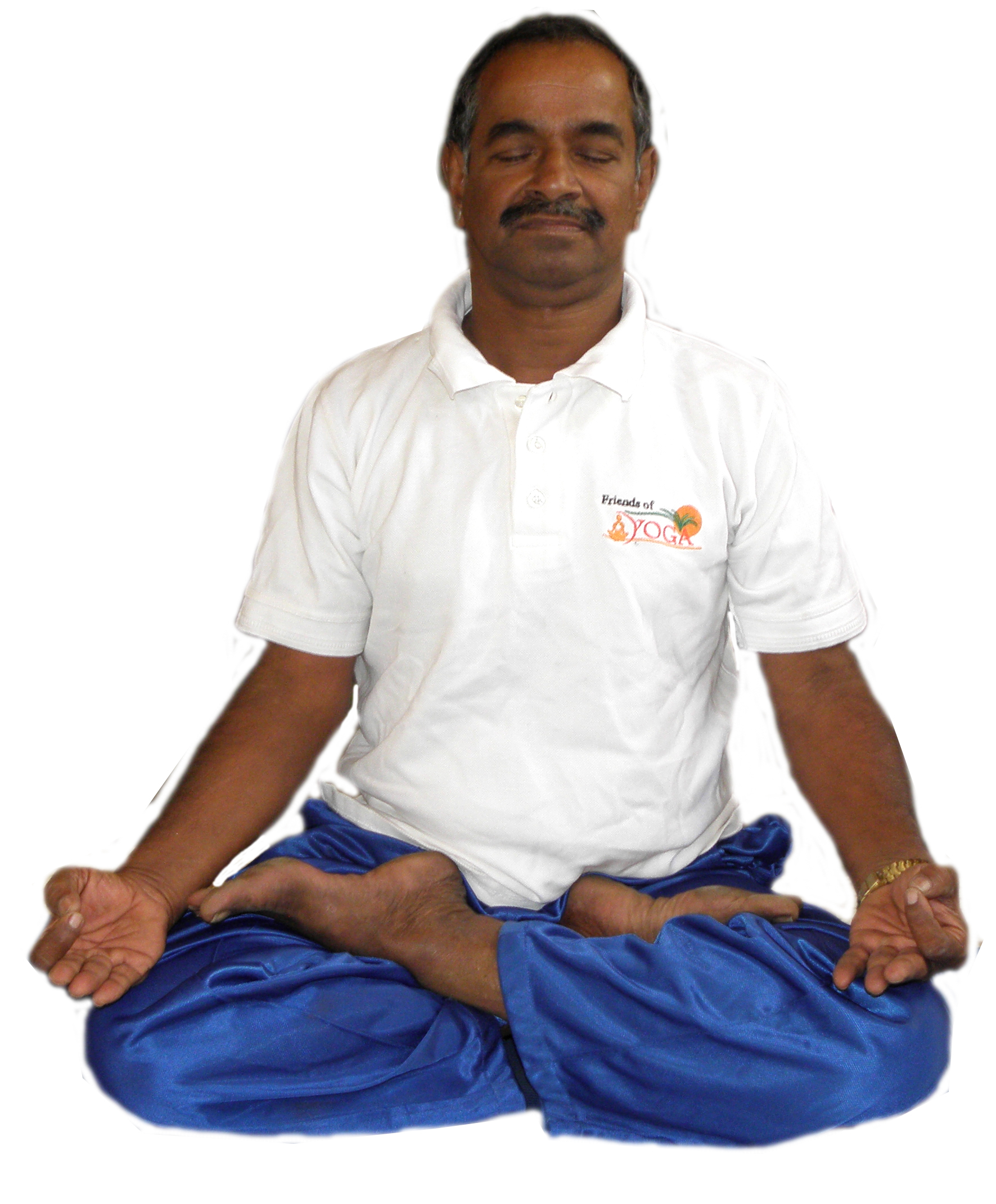
Mann im Lotossitz

Der Lotossitz (Sanskrit, n., पद्मासन, padmāsana; oder कमलासन, n., kamalāsana), umgangssprachlich auch Lotussitz, ist eine Sitzhaltung, in der in den fernöstlichen Religionen (Hinduismus und Buddhismus) seit alters her die Meditation ausgeübt wird, und eine der klassischen Sitzhaltungen des Yoga und des Zen.

## Form
Im Lotossitz, der der Form einer Lotosblüte nachempfunden ist, sind die Beine verschränkt. Dabei ruht der rechte Fuß auf dem linken Oberschenkel nahe der Leistenbeuge und der linke Fuß entsprechend auf dem rechten Oberschenkel. Die Fußsohlen zeigen nach oben. Der Sitzende sitzt meist leicht erhöht auf einem eher harten Kissen, die Knie befinden sich im Kontakt mit dem Boden. Dadurch ergibt sich ein sehr stabiles Dreieck als Sitzbasis. Der Oberkörper ist aufgerichtet, der Rücken gerade, die Schultern leicht zurückgenommen, so dass der Kopf über der Basis ausbalanciert ist.
Voraussetzung für eine gesundheitlich unbedenkliche Ausführung ist eine hohe Beweglichkeit der Hüftgelenke. Ist diese nicht gegeben, ist es entweder dem Ausübenden unmöglich die Stellung einzunehmen oder es werden die Kniegelenke überlastet. Bei gegebenen Voraussetzungen und korrekter Ausführung ist langes unbewegliches Sitzen, das ein Schlüsselpunkt passiver (kontemplativer) Meditation ist, durch die stabile Position und die aufrechte Rückenhaltung möglich. Um einseitige Belastungen zu vermeiden, wird zwischen den Meditationssitzungen das obenliegende Bein gewechselt.
Es gibt auch den „halben Lotossitz“, bei dem sich nur ein Fuß auf dem anderen Oberschenkel befindet; der andere dagegen liegt unter dem anderen Oberschenkel. Dieser Sitz ist auch schon stabil, besonders für Anfänger und gut zur Vorbereitung auf den vollen Lotossitz geeignet.
Der so genannte Schneidersitz (sukhasana) dagegen, bei dem sich beide Füße unter den Oberschenkeln befinden, ist instabiler, da sich die Knie nicht in Kontakt mit dem Boden bringen lassen.
Von Padmasana gibt es zahlreiche Variationen, die von Fortgeschrittenen geübt werden können, wie z. B. den umgekehrten Lotos (Urdhva Padmasana), den gebundenen Lotos (Baddha Padmasana), das Yogasiegel (Yoga Mudrasana) oder die Kombination der Lotoshaltung der Beine mit anderen Asanas wie z. B. der Krähe (Kakasana), dem Kopfstand (Shirshasana) oder dem Handstand.